# Жумай
Жумай (каз. Жұмай) — село в Коргалжынском районе Акмолинской области Казахстана. Входит в состав Амангельдинского сельского округа. Код КАТО — 116033300. 

## География
Село расположено в северной части района возле одноимённого озера, на расстоянии примерно 20 километров (по прямой) к северо-западу от административного центра района — села Коргалжын, в 13 километрах к северу от административного центра сельского округа — села Уркендеу.
Абсолютная высота — 324 метров над уровнем моря.
Климат холодно-умеренный, с хорошей влажностью. Среднегодовая температура воздуха положительная и составляет около 4,7°С. Среднемесячная температура воздуха в июле достигает +21,5°С. Среднемесячная температура января составляет около -14,2°С. Среднегодовое количество осадков составляет около 355 мм. Основная часть осадков выпадает в период с июня по июль.
Ближайшие населённые пункты: село Уркендеу — на юге, село Майшукур — на востоке.

### Улицы[3]
- ул. Жумай Батыра.

## Население
В 1989 году население села составляло 474 человек (из них казахи — 100%).

В 1999 году население села составляло 280 человек (154 мужчины и 126 женщин). По данным переписи 2009 года, в селе проживало 137 человек (75 мужчин и 62 женщины).
| Численность населения | Численность населения | Численность населения |
| 1989                  | 1999                  | 2009                  |
| --------------------- | --------------------- | --------------------- |
| 474                   | ↘280                  | ↘137                  |